# Pterodon (animal)
Pterodon es un género extinto de mamíferos creodontos que existió durante el Eoceno y Oligoceno al sur de China y Birmania hace aproximadamente entre 37 y 28 millones de años.